# Малые Феськи
Ма́лые Феськи́ (укр. Малі Феськи; до 2016 г. — Пролета́р) — посёлок, Феськовский сельский совет, Золочевский район, Харьковская область, Украина.
Код КОАТУУ — 6322686509. Население по переписи 2001 года составляет 1003 (455/548 м/ж) человека.

## Географическое положение
Посёлок Малые Феськи находится в 2-х кт от Рогозянского водохранилища (левый берег), примыкает к сёлам Маяк и Феськи, на расстоянии в 1,5 км расположены железнодорожные станции Рогозянка и Феськи.

## История
- 1929 — дата основания.
- 2016 — село Пролетар переименовано в Малые Феськи.

## Экономика
- Молочно-товарная ферма, машинно-тракторные мастерские.

## Объекты социальной сферы
- Школа.
- Больница.
- Спортивная площадка.

## Достопримечательности
- Братская могила советских воинов.